# Leben Adams und Evas

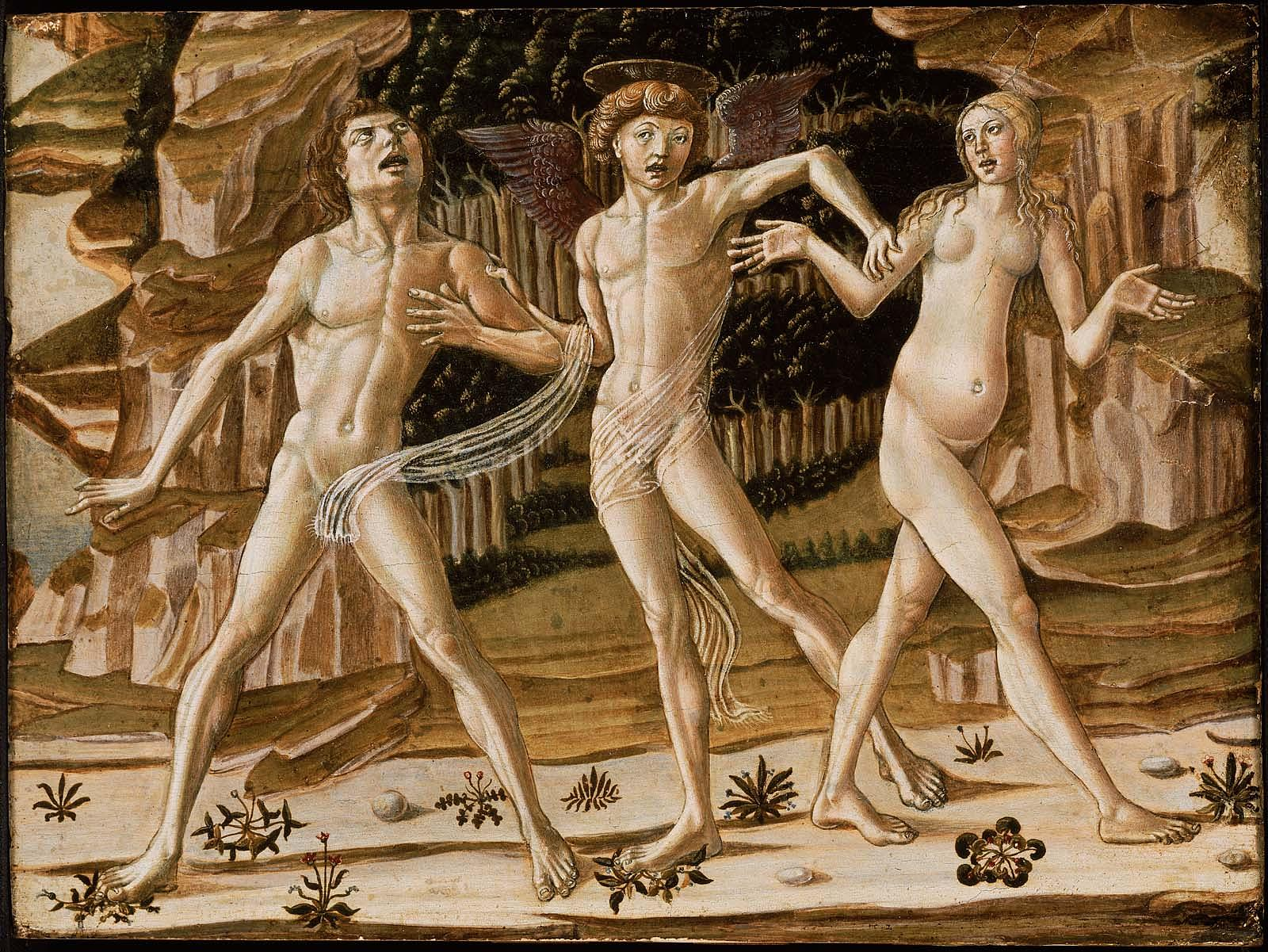
Vertreibung aus dem Paradies (Benvenuto di Giovanni, ca. 1470, Museum of Fine Arts, Boston). In der Mitte der Erzengel Michael.

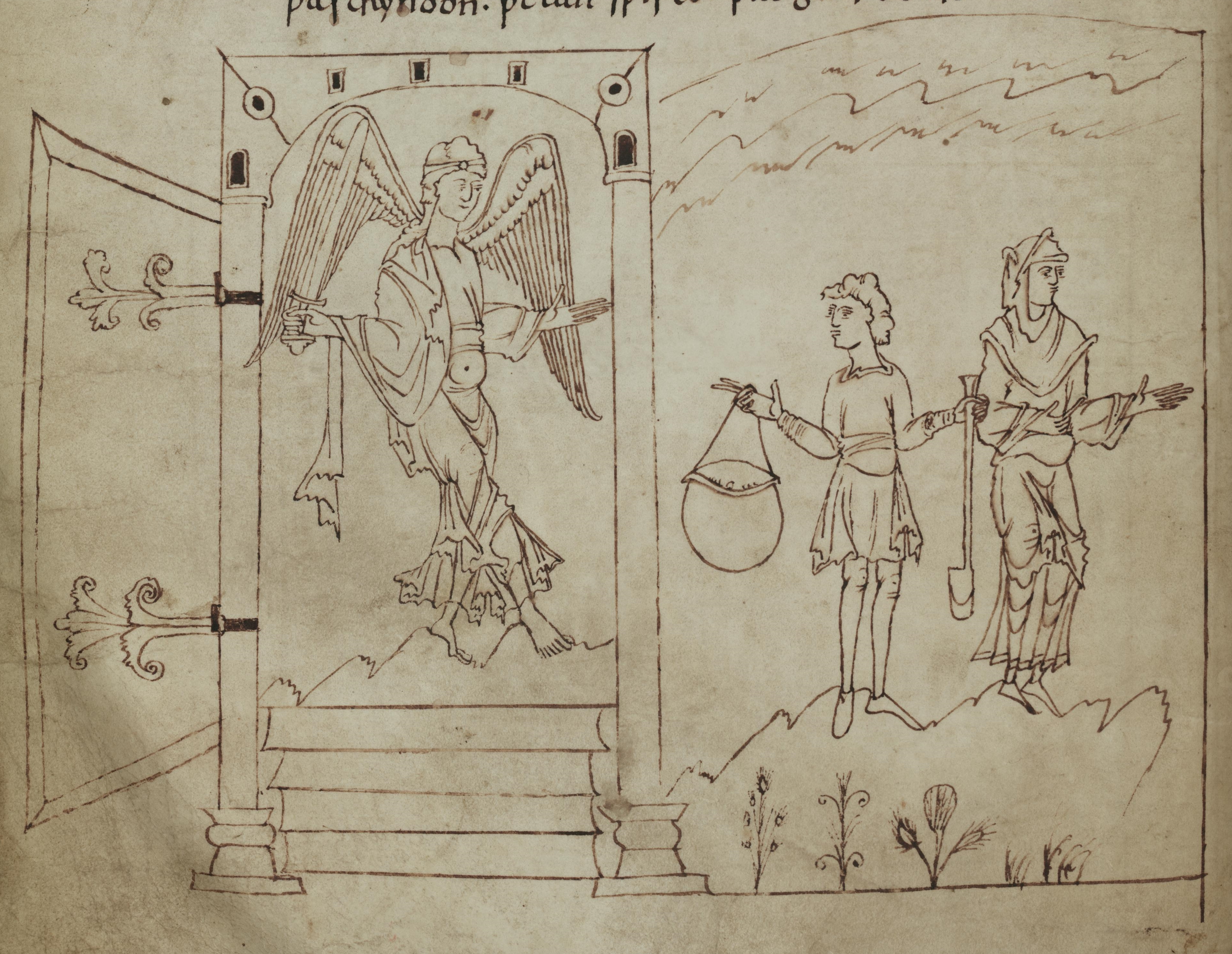
Vertreibung aus dem Paradies (Seite 46 des Cædmon-Manuskripts; Bodleian Library, Oxford)

Mit Leben Adams und Evas (Vita Adae et Evae) bzw. Apokalypse des Mose (Apocalypsis Mosis) wird eine Gruppe inhaltlich eng verbundener Schriften bezeichnet, deren Gegenstand das Leben Adams und Evas nach deren Vertreibung aus dem Paradies ist. Die Schriften sind sämtlich nicht Teil des biblischen Kanons, haben aber, vor allem durch die Beschreibung des Falles von Satan, großen Einfluss ausgeübt – bis in den Koran.

## Übersicht

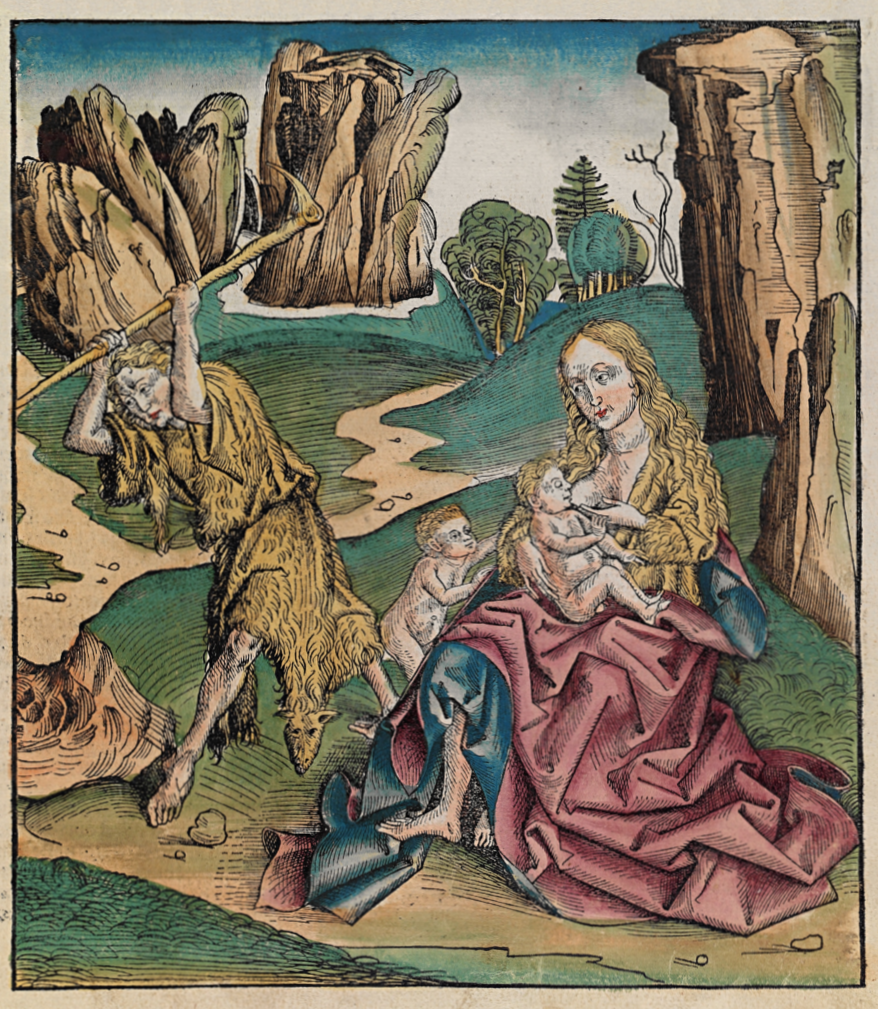
Adam gräbt mit dem Hackstock, während Eva Kain und Abel die Brust gibt. Aus der Schedelschen Weltchronik, Nürnberg 1493.

Die Schriften sind traditionell unter den folgenden Titeln überliefert:
- Apokalypse des Mose (griechisch)
- Leben Adams und Evas (lateinische Fassung)
- Leben Adams und Evas (slawische Fassung)
- Buße Adams (armenisch)
- Buch Adam (georgisch)
- einige Fragmente in koptischer Sprache

Die inhaltlichen Verbindungen sind eng, Umfang und Formulierungen weisen aber erhebliche Abweichungen und Unterschiede auf. Man geht davon aus, dass diese Schriften sämtlich auf eine nicht erhaltene gemeinsame Quelle zurückgehen, die in einer semitischen Sprache (hebräisch oder aramäisch) abgefasst war. Als Ursprung wird ein jüdisches Umfeld angenommen. Die erhaltenen Versionen stammen aus dem 3. bis 5. Jahrhundert, für die gemeinsame Quelle wird eine Abfassung im 1. Jahrhundert vermutet.

## Griechische Fassung (Apokalypse des Mose)

### Überlieferung
Den Titel Apokalypse des Mose bzw. Offenbarung des Mose erhielt die griechische Fassung von Konstantin von Tischendorf, dem ersten Herausgeber des Textes. 
Der Name des Mose erscheint nur kurz im Einleitungskapitel, wo gesagt wird, dass die Geschichte des Lebens von Adam und Eva dem Mose am Sinai durch den Erzengel Michael offenbart wurde, als er das Gesetz empfing. 
Es wird angenommen, dass die griechische Fassung älter als die lateinische ist.
Der Text wird in 43 Kapitel unterteilt.
Tischendorf verwendete vier Manuskripte, nämlich A (Marc. graec II 42, Biblioteca Marciana, Venedig, 13. Jahrhundert, Kap. 1–36), B und C (Vindobonensis Theol. Graec. 247, Wien), sowie D (codex graecus C 237 Inf, Biblioteca Ambrosiana, Mailand; wahrscheinlich bester Text). Seitdem gab es weitere Textfunde, insbesondere E1 (Bibl. Nat. Fonds grec 1313, Paris) und E2, die Entsprechung zu der armenischen Fassung aufweisen.

### Inhalt

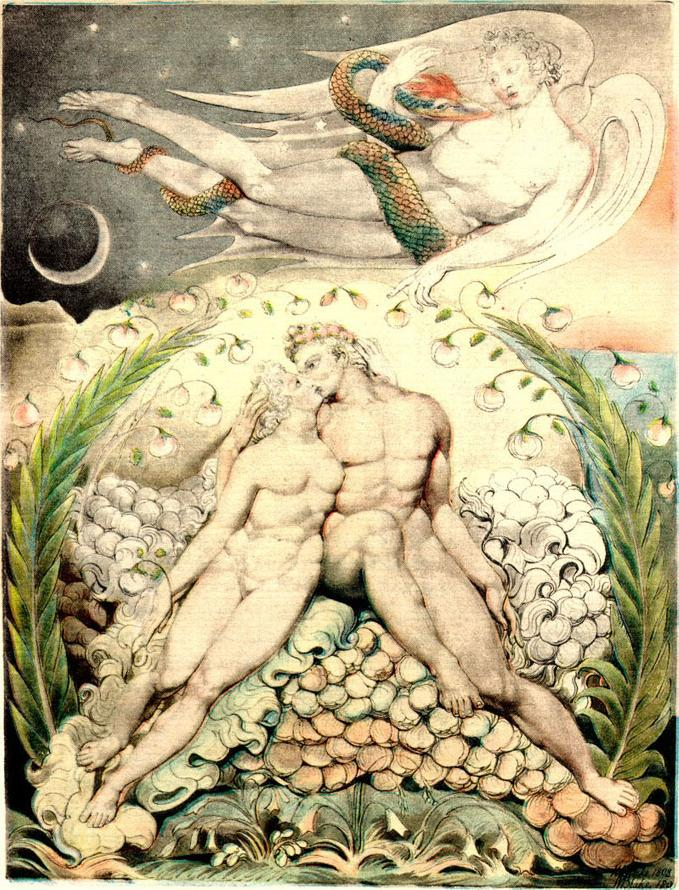
Satan beobachtet neidvoll Adam und Eva im Paradies (Aquarell von William Blake, 1808; Museum of Fine Arts, Boston)

#### Kain und Abel (Kap. 1–4)
- Nachdem Adam und Eva das Paradies verlassen haben, ziehen sie nach Osten und leben dort 18 Jahre und 2 Monate. (Kap. 1)
- Eva gebiert zwei Söhne, den Diaphotos (Kain) und den Amilabes (Abel). In Kodex D lautet der Name Kains Adiaphotos („der Lichtlose“), was mit dem Anloys („ohne Licht“) der armenischen Fassung übereinstimmt. Die Bedeutung von Amilabes ist unklar, es werden unterschiedliche Transliterationen aus dem Hebräischen vermutet.[2] (Kap. 1)
- Eva träumt, dass Kain das Blut Abels trinkt, das wieder aus seinem Mund fließt. (Kap. 2)
- Adam und Eva suchen die Söhne auf und finden Abel erschlagen. Gott weist Michael an, Adam zu sagen, Adam solle Kain das Geheimnis nicht offenbaren. Er würde Vater eines anderen Sohnes an Abels statt. Dieser würde ihm sagen, was er tun solle.[3] Adam wohnte Eva bei und Eva gebar den Seth. (Kap. 3–4)

#### Krankheit Adams (Kap. 5–14)
- Adam zeugt weitere 30 Söhne und 30 Töchter. Als er im Alter von 930 Jahren krank wird, ruft er seine Kinder zusammen aus allen drei Teilen der Welt, um sie vor seinem Tod noch einmal zu sehen. Seth fragt ihn, woran er leide, ob er die Früchte des Paradieses vermisse, und er bietet an, sie von Gott zu erbitten. (Kap. 5–6)
- Adam wiederholt die Geschichte vom Sündenfall und dass er deswegen von Gott mit 72 Leiden geschlagen sei. Die Engel des Paradieses werden als Wächter Evas bezeichnet, diese waren aber zur Stunde der Versuchung nicht anwesend, da sie zur Anbetung des Herrn aufgestiegen waren. (Kap. 7–8)
- Eva bietet Adam an, die Hälfte seiner Leiden auf sich zu nehmen. Adam weist sie stattdessen an, mit Seth zum Paradies zu gehen und Gott um das Öl des Erbarmens zu bitten, damit Adam sich damit salben kann.[4] (Kap. 9)
- Seth und Eva wandern zum Paradies und Seth wird von einem wilden Tier angegriffen. Eva beklagt ihr Schicksal und fragt das Tier, wie dieses es wagen kann, den Rachen aufzutun um das Ebenbild der Gottheit anzugreifen. Das Tier erwidert, Eva habe ebenfalls verbotenerweise den Mund aufgetan, lässt aber von Seth ab, als dieser es ihm befiehlt. (Kap. 10–12)
- Vor dem Paradies bitten Seth und Eva Gott weinend um das Öl für Adam. Auf Befehl Gottes verweigert Michael das Öl. Erst am Ende der Tage werde das Öl des Erbarmens gewährt, wenn allen Geschlechtern seit Adam die Auferstehung und die Wonnen des Paradieses zuteil sein werden. Adam aber werde in 3 Tagen sterben, und er werde den Schrecken des Todes sehen. Seth und Eva kehren darauf zu Adams Hütte zurück. Adam befiehlt Eva, den Kindern vom Sündenfall zu berichten. (Kap. 13–14)

#### Bericht Evas vom Sündenfall (Kap. 15–30)

Hendrick Goltzius, Der Sündenfall (1616) (National Gallery of Art, Washington, D.C.)

- Eva berichtet, sie hätten im Paradies die Tiere gehütet, Adam [im Norden und Osten] die männlichen Tiere, Eva im Süden und Westen die weiblichen Tiere. Da sprach der Teufel zur Schlange, er habe gehört, sie sei klüger als alle anderen Tiere, warum sie Adams Unkraut fresse statt der Früchte des Paradieses? Er habe einen Plan, wodurch Adam aus dem Paradies vertrieben würde, genau wie es ihnen geschehen sei.[5] Die Schlange erwidert, dass sie Gottes Zorn fürchte, der Teufel beruhigt sie aber, er werde durch ihren Mund sprechen und sie solle sich keine Sorgen machen. (Kap. 15–16)
- Eva begegnet der Schlange, welche die Gestalt eines Engels angenommen hat, an der Mauer des Paradieses. Die Schlange macht sich mit Eva bekannt, wer sie sei, was sie so esse, und Eva antwortet, sie esse alles, außer von dem einen Baum in der Mitte des Paradieses. Die Schlange bedauert Evas Unvernunft und sagt, wenn die Menschen davon äßen, würden sie wie Götter, und Gott habe nur aus Neid den Genuss verboten. Darauf lässt Eva die Schlange in das Paradies ein. Die will dann zunächst doch nicht Eva von der Frucht zu essen geben, erst als Eva schwört, auch Adam essen zu lassen. Die Schlange vergiftet aber mit Gier und Bosheit die Frucht, die sie Eva gibt. (Kap. 17–18)
- Als Eva gegessen hat, erkennt sie, dass sie entblößt von Gerechtigkeit ist, die sie zuvor als Glorie bekleidete. Alle Blätter von den Bäumen des Gartens in ihrem Teil sind abgefallen, nur der Feigenbaum (der Baum, von dem sie aß),[6] behielt seine Blätter, aus denen Eva sich nun einen Schurz macht. Sie ruft Adam, denn sie hat ja geschworen, auch ihm von der Frucht des Baumes zu geben. Sie überredet ihn, er würde wie Gott sein und Gut und Böse erkennen, und auch Adam isst schließlich. Adam erkennt, was geschehen ist, und macht Eva Vorwürfe. (Kap. 19–21)
- In dieser Stunde hören sie die Trompete des Gerichts, die von Michael geblasen wird. Sie bekommen Angst vor Gottes Gericht und verstecken sich. Gott kommt herabgefahren in einem Cherubwagen, die Bäume grünen wieder und der Thron Gottes wird beim Baum des Lebens aufgestellt. Als Adam vor Gottes Gericht steht, beruft er sich darauf, von der Schlange verführt worden zu sein. Gott verflucht ihn und Eva und verheißt ihnen die bekannten Plagen.[7] Auch die Schlange wird verflucht: sie solle alle Glieder (einschließlich der Flügel) verlieren, Staub fressen und Feindschaft solle zwischen ihr und den Menschen sein. (Kap. 22–26)
- Adam und Eva sollen jetzt aus dem Paradies vertrieben werden. Adam fleht Gott an, ihn noch ein wenig verweilen und ein wenig von der Frucht des Baumes essen zu lassen. Gott verweigert ihm das, da er sonst unsterblich würde, verheißt ihm aber, dass, wenn er sich vor dem Bösen hütet und in das Sterben schickt, er zur Zeit der Auferstehung erweckt und dann auf ewig unsterblich sein werde. (Kap. 27–29)
- Adam bittet die Engel, ihn wenigstens ein paar Wohlgerüche des Paradieses für das Opfer und Saatgut für den Landbau mitnehmen zu lassen. Gott gestattet das und gibt Adam von den Wohlgerüchen Safran, Narde, Kalmus und Zimt sowie Sämereien mit. (Kap. 29–30)

#### Tod und Begräbnis Adams (Kap. 31–41)
- Eva beklagt ihre zukünftige Einsamkeit. Adam tröstet sie und verheißt ihr, dass sie ihm bald folgen werde. Seinen Leib aber solle man unberührt lassen. Darauf geht Eva hinaus, wirft sich auf die Erde und klagt sich ihrer zahlreichen Sünden halber an. Doch der Engel der Menschheit kommt zu ihr und befiehlt ihr, sich aus Buße und Irdischem zu erheben, denn Adam sei gestorben. Sie blickt zum Himmel, wo sie einen von Adlern gezogenen und von Engeln begleiteten Lichtwagen herabkommen sieht. Die Engel verbrennen Weihrauch und beten Gott an. (Kap. 31–33)
- Eva und Seth sehen zwei „große und furchtbare Geheimnisse“ vor Gottes Angesicht stehen, wo Adams Leichnam auf dem Gesicht liegt und alle Engel Gott um Vergebung bitten. Seth erklärt, die beiden dunklen Gestalten seien Sonne und Mond, die vor Gott ihr Licht verbergen. (Kap. 34–36)
- Gott erbarmt sich seines Geschöpfes. Ein Seraph kommt, trägt Adam zum acherontischen See und wäscht ihn dort dreimal und bringt ihn wieder vor Gott. Nach drei Stunden hebt Gott den Leichnam Adams auf und befiehlt Michael, ihn in den dritten Himmel des Paradieses zu bringen, wo er bleiben solle bis zum Tag des Gerichts. (Kap. 34–37)
- Dann kommt Gott selbst in das Paradies. Alle Bäume blühen und von dem Duft fallen alle Menschen bis auf Seth in Schlaf. Gott spricht zu Adam und verspricht ihm, dass er einst wieder eingesetzt würde in seine Herrschaft. Dann lässt er Michael drei Leinen- und drei Seidentücher holen und befiehlt den vier Erzengeln Michael, Gabriel, Uriel und Raphael, Adam mit den Tüchern zu bedecken und mit Öl zu salben. Dann lässt Gott auch Abels Leichnam holen, der noch immer unbestattet liegt. Kain hat immer wieder versucht, das Zeugnis seiner Mordtat zu verbergen, die Erde aber weigerte sich, den Körper Abels aufzunehmen, bevor Adam nicht bestattet wäre. Schließlich werden Adam und Abel an demselben Ort beerdigt, an dem Gott den Lehm zur Formung Adams entnommen hat. Gott verheißt Adam nochmals die Auferstehung. (Kap. 38–41)

#### Tod und Begräbnis Evas (Kap. 42–43)
- Nach sechs Tagen stirbt auch Eva. Sie hatte gebeten, an Adams Seite begraben zu werden. Bis dahin war Adams Grab von Gott versiegelt worden. Drei Engel kamen und begruben Eva an der Seite von Adam und Abel. Und Michael befahl Seth, dass alle Menschen in Zukunft auf diese Weise beerdigt werden sollten. Mehr als sechs Tage solle nicht getrauert werden, sondern der siebte Tag solle gefeiert werden.

### Ausgaben
- Daniel A. Bertrand: La vie grecque d'Adam et Eve: Introduction, texte, traduction et commentaire. Maisonneuve, Paris 1987, ISBN 2-7200-1059-6. Griechischer Text und französische Übersetzung.
- Jan Dochhorn: Die Apokalypse des Mose. Text, Übersetzung, Kommentar. Texte und Studien zum antiken Judentum 106. Mohr/Siebeck, Tübingen 2006, ISBN 3-16-148255-7.
- Paul Rießler: Altjüdische Schriften außerhalb der Bibel. 6. Aufl. F. H. Kerle, Freiburg & Heidelberg 1988, ISBN 3-600-30046-6. S. 138–155
- Johannes Tromp (Hrsg.): The Life of Adam and Eve in Greek. A Critical Edition. Pseudepigrapha Veteris Testamenti Graece 6. Brill, Leiden 2005, ISBN 90-04-14317-3
- Konstantin von Tischendorf: Apocalypses Apocryphae. Leipzig 1866: Neudruck: Olms, Hildesheim 1966. Digitalisat

## Lateinische Fassung (Leben Adams und Evas)

### Überlieferung
Wilhelm Meyer, der erste Herausgeber, hat die ihm vorliegenden Manuskripte in folgende vier Klassen eingeteilt:
- Klasse 1: früheste Form; 3 Manuskripte des 9., 10. und 12. Jahrhunderts
- Klasse 2: enthält zwei Interpolationen; 4 Manuskripte des 13. bis 14. und des 15. Jahrhunderts
- Klasse 3: mit nur einer der Interpolationen aus Klasse 2, dafür mit Material aus der Kreuzlegende; 4 Manuskripte des 15. Jahrhunderts; in diese Klasse gehören die meisten mittelalterlichen Manuskripte
- Klasse 4: Pariser Manuskript des 9. Jahrhunderts

Die von Meyer verwendeten Manuskripte stammten bis auf den Pariser Codex sämtlich aus München. Eine spätere Ausgabe von Mozley stützte sich auf Manuskripte englischer Bibliotheken, die vorwiegend Meyers Klasse 2 zuzuordnen sind, darunter vor allem auf Codex Arundel 326.10 aus dem 14. Jahrhundert.

### Inhalt

#### Buße Adams und Evas (Kap. 1–16)
- Nachdem Adam und Eva aus dem Paradies vertrieben sind, bauen sie eine Hütte und verbringen sieben Tage in Trauer und Klage. Sie werden hungrig, finden aber keine Nahrung, wie sie sie im Paradies hatten, sondern nur Nahrung für Tiere. Eva bietet Adam an, sie zu töten und so Gottes Verzeihung zu erlangen. Adam lehnt das ab, stattdessen will er mit Eva Buße tun. (Kap. 1–4)
- Adam weist Eva an, zum Tigris zu gehen und dort bis zum Hals eingetaucht 37 Tage lang auf einem Stein zu stehen. Er selbst will 40 Tage lang fastend ebenso eingetaucht im Jordan stehen.[8] Die Tiere des Jordans versammeln sich um ihn und die Wasser des Jordans hören zu fließen auf. (Kap. 5–8)
- Nach 18 Tagen kommt der Teufel zu Eva in Gestalt eines Engels. Er sagt ihr, Gott habe ihre Buße angenommen und ihm befohlen, Eva aus dem Tigris zu holen. Eva glaubt dem Teufel und steigt aus dem Wasser. Als sie zu Adam kommen, erkennt der den Teufel. Eva bricht weinend zusammen. Sie und Adam klagen den Teufel an: Warum er sie verfolge? Ob sie etwa Schuld an seinem Fall hätten? Der Teufel bejaht das: Als Gott Adam erschaffen hatte, gebot er allen Engeln, Adam als sein Ebenbild zu ehren. Michael gehorchte sofort. Er, Satan, aber habe das abgelehnt, da Adam jünger und geringer als er sei. Vielmehr solle Adam ihn verehren. (Kap. 9–14)
- Die Satan unterstehenden Engel folgten seinem Beispiel. Darauf drohte Michael mit Gottes Zorn. Darauf Satan: Wenn Gott mir zürnt, dann stelle ich meinen Thron über die Sterne des Himmels und bin ihm gleich. Darauf wurden Satan und seine Engel aus dem Himmel verstoßen und auf die Erde verbannt. Aus Rache habe er dann Eva verführt. (Kap. 15–16)

#### Geburt von Kain und Abel (Kap. 17–29)
- Adam betet zu Gott, den Teufel zu vertreiben, der darauf verschwindet. Adam bleibt weiter im Jordan stehen, bis die 40 Tage vollendet sind. Im Bewusstsein ihrer erneuten Übertretung will Eva nicht mehr bei Adam bleiben. Sie zieht in den Westen, um dort bis zu ihrem Tod zu bleiben. Sie baut sich dort eine Wohnung, weil sie im dritten Monat schwanger ist. Als die Zeit der Geburt kommt, leidet sie Schmerzen und fleht Gott um Erbarmen an, der sie aber nicht erhört. Sie bittet die Himmelslichter, Adam Nachricht zu geben, wenn sie in den Osten kommen. (Kap. 17–19)
- Adam hört Evas Ruf und geht zu ihr. Er bittet Gott in Evas Namen um Hilfe und wird erhört: zur Rechten und Linken Evas erscheinen 12 Engel und zwei „Kräfte“ (virtutes), darunter Michael, der zu Evas Rechter steht und sie vom Gesicht bis zur Brust berührt. Darauf gebiert Eva einen Sohn, der als leuchtend beschrieben wird und sofort laufen kann. Er bringt Eva einen Halm oder ein Schilfrohr.[9] (Kap. 20–21)
- Darauf kehren Adam, Eva und Kain in den Osten zurück. Auf Gottes Befehl bringt Michael Samen und unterweist Adam im Landbau. Eva wird erneut schwanger und gebiert Abel. Sie träumt, wie Kain das Blut Abels verschlingt und wird besorgt. Die Eltern beschließen, Kain und Abel zu trennen. Sie machen daher Kain zum Bauern und Abel zum Hirten. Dennoch wird Abel erschlagen, als er 122 Jahre und Adam 130 Jahre alt ist.(Kap. 22–23)
- Adam zeugt erneut einen Sohn, den Seth. Danach zeugt er noch 30 Söhne und 30 Töchter. Als Seth 800 Jahre alt ist, erzählt Adam ihm von einer Vision, in der er auf einem feurigen Wagen in den Himmel entrückt wurde. Dort verkündet ihm Gott, dass er nun sterben müsse. Nachdem Adam zurückgekehrt ist, offenbart er Seth weitere Geheimnisse, die er erfuhr, als er vom Baum der Erkenntnis aß. (Kap. 24–29)

#### Krankheit Adams (Kap. 30–44)
Dieser Abschnitt entspricht inhaltlich sehr weitgehend dem Abschnitt der Kapitel 5 bis 14 der griechischen Fassung (siehe oben).
Folgende Abweichungen fallen auf:
- Seth trägt im Kampf mit dem Tier eine Wunde davon. (Kap. 40)
- Kap. 42 enthält eine christliche Interpolation aus dem Kap. 19. der Pilatusakten: Michael sagt Seth, dass nach 5500 Jahren durch Christus die Toten auferstehen werden. Christus werde im Jordan getauft und nach der Taufe alle, die an ihn glauben,  mit dem Öl des Erbarmens salben. Schließlich werde er auch Adam in das Paradies heimführen.
- In der griechischen Fassung (Kap. 29) hatte Adam vier Wohlgerüche aus dem Paradies mitnehmen dürfen. Hier sind es Eva und Seth, die von ihrem erfolglosen Bittgang dieselben vier Wohlgerüche mitbringen (Kap. 43).

#### Tod Adams und Evas (Kap. 45–51)
- In der Todesstunde bittet Adam seine Kinder, ihn im Osten zu begraben. Sonne, Mond und Sterne verfinstern sich sieben Tage lang (vgl. Kap. 34–36 der griechischen Fassung), während Eva, Seth und die übrigen Kinder Adams um ihn trauern. Dann erscheint Michael und befiehlt Seth, sich zu erheben. Seth sieht Adams Leichnam von Gott auf Händen getragen. Dann gibt Gott Adam in die Hand Michaels bis zum Tag des Gerichts, an dem Adam auf dem ehemaligen Thron des Versuchers sitzen soll. Sie bedecken Adam mit Byssusleinen und Abel mit anderem Leinen und begraben beide im Bereich des Paradieses. Nur Eva und Seth sind Zeugen. Es wird ihnen befohlen, fortan alle Toten so zu begraben. (Kap. 45–48)
- Sechs Tage nach Adams Tod merkt Eva, dass auch sie sterben wird und versammelt erneut alle Kinder. Sie kündigt zwei Strafgerichte Gottes an der Menschheit an: das erste werde mit Wasser, das zweite mit Feuer erfolgen. Sie befiehlt den Kindern, Adams und ihre Geschichte auf Tafeln aus Stein und aus Lehm aufzuzeichnen. Im Wassergericht würden zwar die Lehmtafeln vergehen, die Steintafeln aber erhalten bleiben. Umgekehrt würde das Feuergericht die Steintafeln vernichten, die Lehmtafeln aber brennen. Dann verschied sie und wurde begraben. (Kap. 49–50)
- Nach vier Trauertagen erscheint Michael und beendet die Trauer, da nicht bis in den Sabbat getrauert werden solle.[10] Seth fertigt die Tafeln an. (Kap. 51)

### Ausgaben
- Martin Meiser, Otto Merk (Übers.): Das Leben Adams und Evas. In: Werner Georg Kümmel: Jüdische Schriften aus hellenistisch-römischer Zeit Bd. 2, Lfg. 5. Mohn, Gütersloh 1998, ISBN 3-579-03920-2, S. 739–870.
- Paul Rießler: Altjüdische Schriften außerhalb der Bibel. 6. Aufl. F. H. Kerle, Freiburg & Heidelberg 1988, ISBN 3-600-30046-6, S. 668–681.
- M. D. Johnson: Life of Adam and Eve, a new translation and introduction. In: James H. Charlesworth: The Old Testament Pseudepigrapha. Bd. 2. Doubleday, New York 1985, ISBN 0385188137, S. 249–295.
- J. H. Mozley: The Vita Adae. In: Journal of Theological Studies 30 (1929), S. 121–149.
- Wilhelm Meyer: Vita Adae et Evae. Abhandlungen der Bayerischen Akademie der Wissenschaften, Philosophisch-Philologische Klasse 14,3, München 1878.

## Armenische Fassung (Buße Adams)

### Überlieferung und Inhalt
Die als armenische Buße Adams bekannte Fassung wurde erstmals von Stone 1981 publiziert. Der Text basiert auf drei Manuskripten des 17. Jahrhunderts. Es wurde vermutlich aus dem Griechischen übersetzt und enthält sowohl Elemente der griechischen Fassung (z. B. den Bericht Evas vom Sündenfall) als auch der lateinischen Fassung (z. B. die Buße in Jordan und Tigris).
Die armenische Buße Adams sollte nicht verwechselt werden mit einem armenischen Adamsbuch, das weitgehend der griechischen Fassung entspricht und als armenisches Vita Adae et Evae zitiert wird. Dieser Text wurde von der Mechitaristischen Gemeinde von San Lazzaro bei Venedig publiziert und basiert auf drei Manuskripten aus der Bibliothek von Etschmiadzin. Eine Übersetzung von F. C. Conybeare erschien 1895. Erwin Preuschen hat in seiner Schrift zu dem armenischen Adamsbuch einen gnostischen Hintergrund der gesamten Adamsliteratur vermutet. Diese These fand keine Zustimmung in der Fachwelt.

### Ausgaben
- Michael Edward Stone: The Penitence of Adam. Corpus scriptorum christianorum orientalium 429/430. Scriptores Armeniaci 13/14. Peeters, Löwen 1981. Armenischer Text (ISBN 2-8017-0167-X) und englische Übersetzung (ISBN 2-8017-0168-8).

## Slawische Fassung

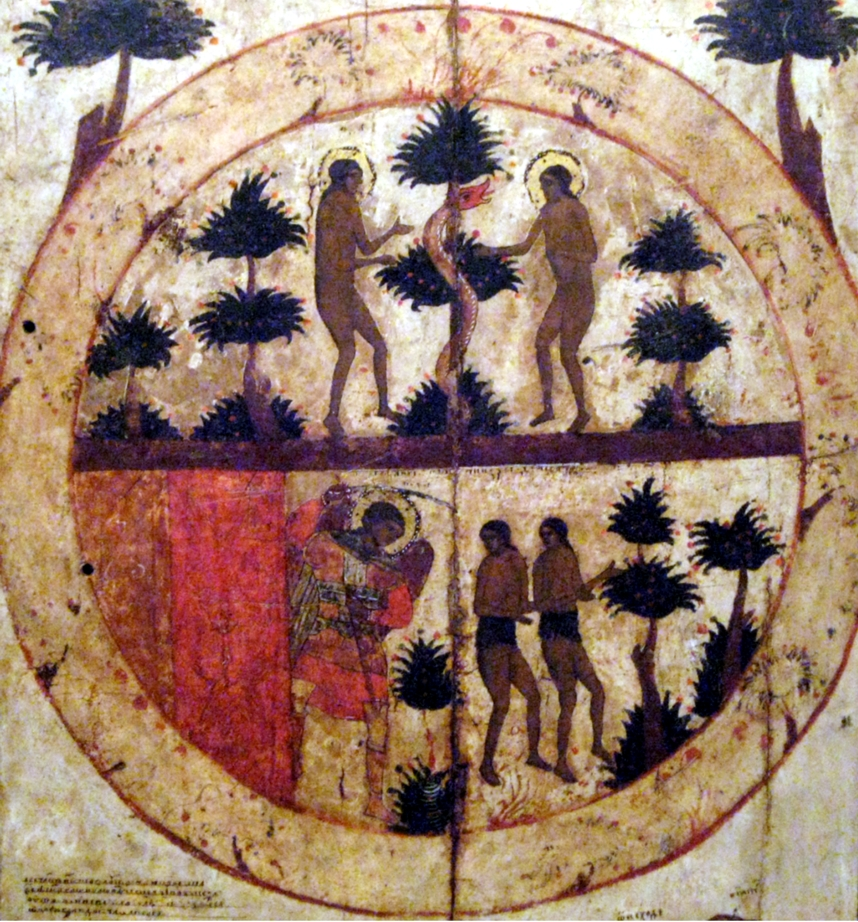
Nordtür einer Ikonostase: Fall und Vertreibung aus dem Paradies (16. Jahrhundert; Kunstmuseum, Nischni Nowgorod)

### Überlieferung und Inhalt
Die slawische Fassung wurde 1893 von Jagic auf der Grundlage dreier ihm vorliegender Manuskripte (das älteste spätestens aus dem 14. Jahrhundert) zusammen mit einer deutschen und einer lateinischen Übersetzung herausgegeben. Dieser Text repräsentiert eine kürzere und eine längere Fassung eines Werkes, bei dem es sich aufgrund der weitgehenden inhaltlichen Entsprechung mit der griechischen Fassung vermutlich um eine slawische Übersetzung derselben handelt. 
Dennoch gibt es einige Abweichungen:
- In Kap. 3 der lateinischen Fassung bietet Eva Adam an, sie zu töten. In der slawischen Fassung denkt in Kap. 29 Adam darüber nach, Eva zu töten, scheut aber vor der Tat zurück, da Eva sich bußfertig zeigt und zudem auch ein Ebenbild Gottes ist.
- Kap. 35–40 enthält den Bericht über eine Buße im Wasser, die mit einigen Abweichungen dem Inhalt von Kap. 1–12 der lateinischen Fassung entspricht. In der slawischen Fassung aber lässt Eva sich nicht verführen, sondern harrt aus. Zudem tut sie nicht 37, sondern 44 Tage lang Buße, also 4 Tage länger als Adam.
- Der Bericht des Teufels von seinem Fall (Kap. 12–18 der lat. Fassung) fehlt, dafür deklariert sich in Kap. 33–34 der Teufel als Herr der Erde. Wenn Adam die Erde als Bauer bestellen will, so solle er ihm dienstbar sein, ansonsten möge er doch zurückkehren in das Paradies.

Einige Missverständnisse lassen die größere Distanz zum jüdischen Umfeld des Ursprungs der Adamliteratur erkennen. So erscheint statt des Gottesnamens „Jah-El“ ein sonst unbekannter Erzengel namens „Joel“. Auch der Schluss, an dem wegen des Sabbats die Trauer beendet wird (Kap. 51 in der lateinischen Fassung), wurde offenbar nicht mehr verstanden.

### Ausgaben
- Vatroslav Jagić: Slavische Beiträge zu den biblischen Apokryphen. I: Die altkirchenslavischen Texte des Adambuches. In: Denkschriften der kaiserlichen Akademie der Wissenschaften, philosophisch-historische Classe. Bd. 42. Wien 1893, S. 1–104.

## Georgische Fassung

### Überlieferung
Die georgische Fassung ist überliefert in fünf Manuskripten, von diesen repräsentieren vier (davon drei aus dem 17. und eines aus dem 15. oder 16. Jahrhundert) eine Fassung, ein weiteres aus dem 17. Jahrhundert repräsentiert eine abweichende Fassung. Der georgische Text wurde 1964 von K'urc'ikidze publiziert. Eine französische Übersetzung von Mahé erschien 1981. Mahé folgt der ersten Fassung mit Ergänzungen aus der zweiten Fassung, wo die erste Fassung Lücken aufweist. Inhaltlich entspricht die georgische Fassung weitgehend der armenischen Buße Adams.

### Ausgaben
- C'iala K'urc'ikidze: Adamis apokrip'uli C'xovrebis K'art'uli Versia. 2. Aufl. Tiflis 2003, ISBN 9992805404. S. 97–136. Georgischer Text.
- J.-P. Mahé: Le livre d'Adam georgien. In: R. van den Broek, M. J. Vermaseren (Hrsg.): Studies in Gnosticism and Hellenistic Religions. Brill, Leiden 1981, ISBN 90-04-06376-5. S. 226–260. Französische Übersetzung. (online)

### Ausgaben (Zusammenstellungen)
- Gary A. Anderson, Michael E. Stone: A Synopsis of the Books of Adam and Eve. Society of Biblical Literature: Early Judaim and its Literature 5. Scholar Press, Atlanta 1994, ISBN 1555409636.
- Robert Henry Charles (Hrsg.): The Apocrypha and Pseudepigrapha of the Old Testament in English. Band 2: Pseudepigrapha. Clarendon Press, Oxford 1913. S. 123–154. Synoptische Zusammenstellung der verschiedenen Fassungen in englischer Übersetzung mit Kommentar. Online: .
- Hedley F. D. Sparks: The Apocryphal Old Testament. Clarendon Press, Oxford 1984, ISBN 0198261772.
- Rainer Hoffmann: Im Paradies, Adam und Eva und der Sündenfall - Albrecht Dürers Darstellungen -, Böhlau-Verlag 2021, ISBN 978-3-412-52385-5.

### Sekundärliteratur
- Gary A. Anderson, Michael E. Stone, Johannes Tromp: Literature on Adam and Eve: Collected Essays. Brill, Leiden u. a. 2000, ISBN 9004116001
- Michael E. Stone: A history of the literature of Adam and Eve. Scholar Press, Atlanta 1992, ISBN 1555407153
- S. T. Lachs: Some Textual Observations on the Apocalypsis Mosis and the Vita Adae et Evae. In: Journal for the Study of Judaism in the Persian, Hellenistic and Roman Period. Bd. 13 (1982), Nr. 1–2, S. 172–176